# Tecnologia Automotiva Catarinense
Tecnologia Automotiva Catarinense, mais conhecida por seu nome fantasia TAC Motors, é uma empresa automotiva brasileira, criada desde 2004 em Joinville.

## Histórico
A TAC surgiu em 2004 por uma iniciativa da Federação das Indústrias do Estado de Santa Catarina, e do governo de Santa Catarina visando beneficiar-se dos produtores de peças automotivas no Vale do Itajaí e da Grande Florianópolis.
Em 2009, após 5 anos de desenvolvimento, a empresa inicia a produção do Stark, seu primeiro modelo.
Ainda em 2009, a empresa iniciou negociações com o governador do Ceará, Cid Gomes, para transferir sua unidade industrial para este estado. A empresa justificou que a transferência deve-se ao fato de que seu principal mercado consumidor está concentrado nas regiões Norte e Nordeste do Brasil. Em 2011 a construção da fábrica é iniciada em Sobral, em 2012 o governo do Ceará investiu cerca de R$ 30 milhões, através da Agência de Desenvolvimento do Ceará, adquirindo desta forma 15% da empresa.
Em 2012, a empresa anunciou a produção de uma versão militar, o Stark IRV. O jipe seria produzido na unidade de Joinville e contaria com equipamentos militares israelenses.
Em 2013, são entregues os primeiros jipes da TAC produzidos em Sobral, com expectativa de uma produção mensal de 3000 unidades, algo muito acima da média, tendo em vista que sua principal concorrente, a Troller, produzia aproximadamente 160 unidades por mês.
Em 2015, a chinesa Zotye tentou adquirir a TAC Motors, porém o negócio acabou sendo cancelado. Após três anos fora do mercado, o fabricante voltou a produzir o Stark sob encomenda, em 2018.
Em 2021, foi anunciada uma parceria com uma holding brasileira que pretendia distribuir a Stark na África.